# Hakaharpalus
Hakaharpalus – rodzaj chrząszczy z rodziny biegaczowatych i podrodziny Harpalinae.

## Morfologia
Ciało długości od 3,7 do 4,9 mm. Grzbietowa część głowy i tułowia bez uszczecinionych mikropor. Żuwaczki bardzo długie, zaostrzone wierzchołkowo. Grzbietowa powierzchnia głowy wydrążona. Labrum silnie poprzeczne o wierzchołku nieco obrzeżonym pośrodku. Oczy silnie zredukowane, płaskie do nieco wypukłych. Skronie niepowiększone. Czułka rozszerzające się ku wierzchołkowi, owłosione od 2 członu. Bródka z zębem środkowym długości bocznych płatków. Przyjęzyczki dłuższe od języczka. Głaszczki owłosione z ostatnim segmentem powiększonym, wierzchołkowo igłokształtnym. Przedostatni segment głaszczków wargowych o 2 szczecinkach na przedniej krawędzi. Przedplecze prawie sercowate lub sercowate, o podstawie prostej i znacznie węższej od nasady pokryw. Tarczka widoczna. Wierzchołek płatka przedpiersia gładki. Uda tylnych odnóży z 5 długimi szczecinami na tylnej krawędzi. Rzędy uszczecinonych punktów nieobecne na 3, 5 i 7 międzyrzędzie i 2 międzynerwiu pokryw. Seria pępkowatych uszczecinień na 9 międzyrzędzie podzielona na dwie grupy, z których tylna ciągła. Wentryty 2 i 3 u samców bez uszczecinionych dołeczków, a 5 i 6 u obu płci bez krótkich szczecinek i tylko z jedną parą szczecinek o zmiennej pozycji. Aedeagus w widoku bocznym silnie łukowaty, a w grzbietowym symetryczny. Grzbietowy obszar błoniasty aedeagusa szeroki, sięgający do bulwy podstawowej. Dysk wierzchołkowy nieobecny. Woreczek wewnętrzny nieuzbrojony.

## Występowanie
Przedstawiciele rodzaju są endemitami Nowej Zelandii, gdzie występują tylko na Wyspie Południowej.

## Taksonomia
Rodzaj opisali w 2005 roku André Larochelle oraz Marie-Claude Larvière w 53 tomie Fauna of New Zealand. Gatunkiem typowym został Hakaharpalus rhodeae.
Opisano dotąd 5 gatunków z tego rodzaju:
- Hakaharpalus cavelli (Broun, 1893)
- Hakaharpalus davidsoni Larochelle et Lariviere, 2005
- Hakaharpalus maddisoni Larochelle et Lariviere, 2005
- Hakaharpalus patricki Larochelle et Lariviere, 2005
- Hakaharpalus rhodeae Larochelle et Lariviere, 2005